# János Garay

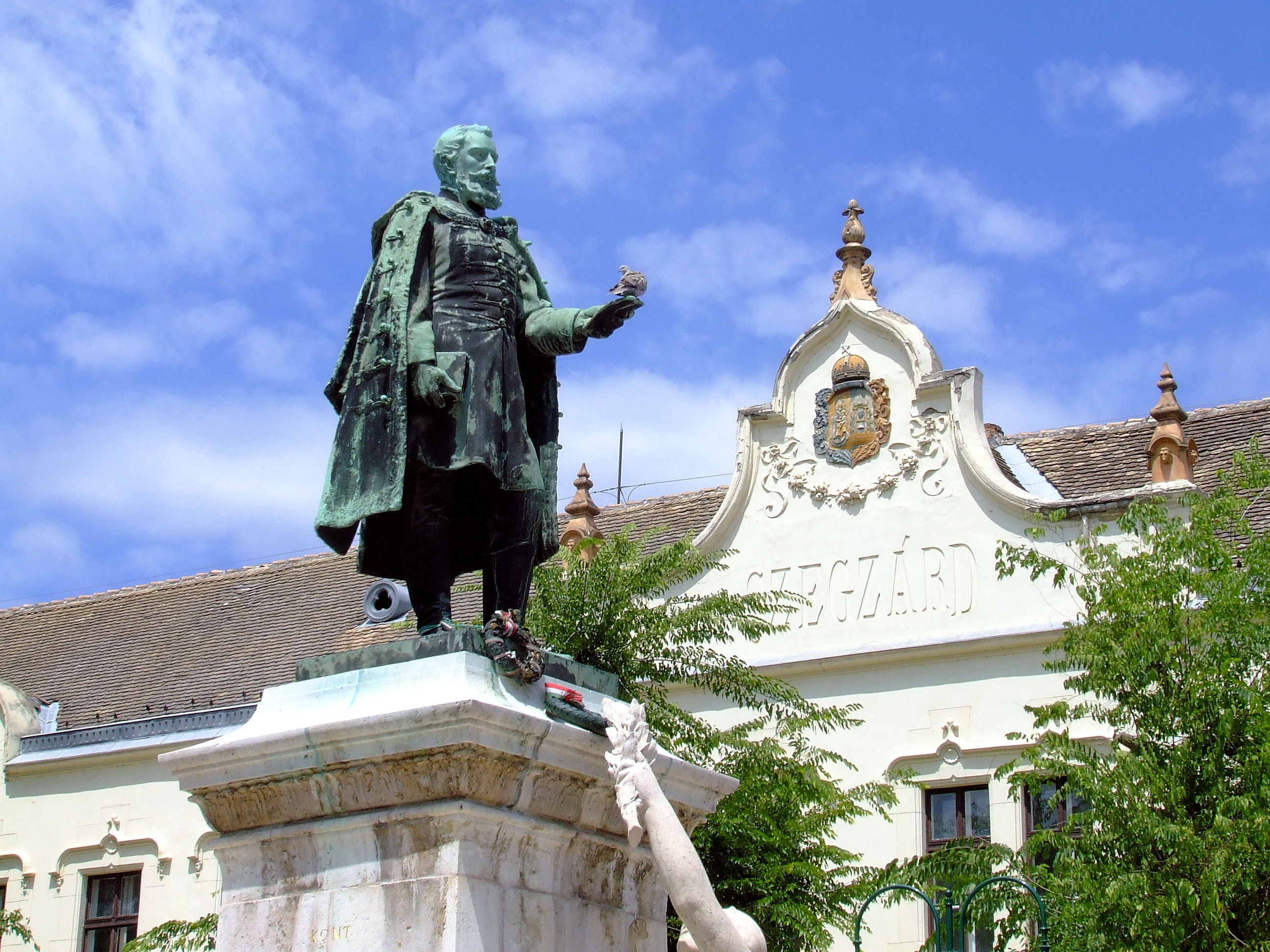
János Garay, staty i Szekszárd.

János Garay, född 10 oktober 1812 i Szekszárd, död 5 november 1853 i Pest, var en ungersk skald. 
Garay gjorde sig särskilt känd som författare av en mängd patriotiska ballader (bland andra Báthori Erzsébet och Kont) samt längre episka dikter (bland andra Szent László) med ämnen ur sitt lands historia, men uppträdde också som lyrisk och dramatisk författare. En av hans mest kända dikter är den humoristiska Az obsitos (Den uttjänte soldaten) som ligger till grund för Zoltán Kodálys opera Háry János. Hans samlade arbeten utgavs 1886 ff. i fem band av József Ferenczy.